# 大西洋月鰺
大西洋月鰺（学名：Selene setapinnis），為輻鰭魚綱鱸形目鱸亞目鰺科月鰺屬下的一個種，分布於西大西洋區，從加拿大新斯科細亞省經墨西哥灣、加勒比海至阿根廷海域，深度0-55公尺，體短呈菱形且側扁，頭部輪廓陡峭且額頭突起，背鰭硬棘9枚、背鰭軟條21枚、臀鰭硬棘3枚、臀鰭軟條17枚，腹鰭相當短，尾鰭叉形，體無鱗，胸鰭的基部有一個微弱的斑點。體色為銀色或金屬藍色，帶有黃色尾鰭，體長可達60公分，體重可達4.6公斤，棲息在沿海表中層水域，稚魚會出現在沙泥底質的河口或海灣，成群活動，以甲殼類及小魚為食，生活習性不明，可做為食用魚及觀賞魚，具有雪卡魚毒的紀錄。